# Reuben Fenton
Reuben Fenton (Carroll, 1819. július 4. – Jamestown, 1885. augusztus 25.) az Amerikai Egyesült Államok New York államának szenátora.